# Tale of Us
Tale Of Us è un duo di disc jockey e produttori musicali italiano, composto da Carmine Conte (Mrak) e Matteo Milleri (Anyma).

## Carriera
Carmine Conte è nato a Toronto e Matteo Milleri a New York. Si incontrarono a Milano nel 2008, mentre studiavano ingegneria del suono, dopo che avevano frequentato l'anno prima diverse serate ad Ibiza. Nel 2010 si trasferirono a Berlino, dove incontrarono Seth Troxler (che li spinse nel circuito di musica elettronica, tramite dei remix che gli produsse) e i Visionquest, con Manfredi Romano (noto come Dj Tennis) e l’etichetta nascente Life & Death.
Con la Barraca Music, fecero uscire i loro primi EP.
Nell'estate del 2015, seguirono spettacoli nella stessa isola di Ibiza, nei nightclub Space e Amnesia.
Poco dopo firmarono un contratto con la R&S Records, che pubblicò il singolo North Star / Silent Space. Alla fine dell'anno, vennero nominati i "Migliori DJ 2015" dalla rivista Mixmag.
Il 2 luglio 2018, Tale Of Us suonarono all'Aeroporto di Parigi Charles de Gaulle per Cercle.
La rivista DJ Mag li inserì tra i top 100 DJ alternativi nel 2018.
Sempre lo stesso anno, un loro live set venne inserito nel DLC After Hours di Grand Theft Auto Online.
Dai primi anni 2020, Anyma è anche attivo con alcune uscite solistiche, tra cui un singolo in collaborazione con Grimes (Welcome to the Opera, 2023) e un album (Genesys, 2023). Nel corso della sua carriera, l'artista ha fatto parlare di sé per i suoi concerti coreografici focalizzati sul rapporto tra uomo, natura e tecnologia.